# Mediorhynchus micranthus
Mediorhynchus micranthus är en hakmaskart som först beskrevs av Rudolphi 1819.  Mediorhynchus micranthus ingår i släktet Mediorhynchus och familjen Giganthorhynchidae. Inga underarter finns listade i Catalogue of Life.